# در اصول اقتصاد سیاسی و مالیات
در اصول اقتصاد سیاسی و مالیات (۱۹ آوریل ۱۸۱۷)کتابی است از دیوید ریکاردو در علم اقتصاد.این کتاب بیان می‌دارد که اجاره زمین با افزایش جمعیت رشد می‌کند. همچنین نظریه مزیت رقابتی را ارایه می‌دهد، نظریه‌ای که براساس آن تجارت آزاد بین دو یا چند کشور می‌تواند به‌طور متقابل سودمند باشد، حتی زمانی که یک کشور دارای یک مزیت مطلق بر سایر کشورها در تمامی حوزه‌های تولید باشد.
دیوید ریکاردو در مقدمه نوشته بود که تورگو، استوارت، آدام اسمیت، ژان باپتیست سه، سیسموندی، و دیگران «اطلاعات رضایت‌بخشی» دربارهٔ موضوعات اجاره، سود، و دستمزدها ننوشته بودند. اصول اقتصاد سیاسی تلاش ریکاردو برای پر کردن این شکاف در ادبیات است. به گفته رونالد ماکس هارتول، مقام ریکاردو در میان اقتصاددانان کلاسیک بزرگ آدام اسمیت، توماس مالتوس، جان استوارت میل، و کارل مارکس قرار گرفته‌است.
در کتاب آدام: راهنمای الهیات اقتصادی، اقتصاددان دانکن کی، فولی تأکید می‌کند که در اصول ریکاردو رفتار آدام اسمیت از نظریه ارزش و توزیع برای استدلال دایره‌ای به خصوص تا آنجا که مربوط به اجاره است، مورد انتقاد قرار می‌گیرد و ریکاردو نظریه نیروی کار را به درستی درک می‌کند و مبنای منطقی تری برای استدلال اقتصادی سیاسی دارد.ولی همچنین فصلی از ماشین‌آلات را مورد بحث قرار می‌دهد. در اینجا ریکاردو تأثیر اتخاذ ماشین‌آلات در طبقات مختلف جامعه را مورد تجزیه و تحلیل قرار داد و دیدگاه قبلی خود مبنی بر اینکه مکانیزاسیون می‌تواند برای هر کدام از طبقات جامعه سود ببرد را بازبینی کرد. افزایش بهره‌وری ناشی از مکانیزه کردن، هزینه‌های تولید و در نتیجه قیمت‌های واقعی کالاها را نیز کاهش می‌دهد. در حالی که طبقه مالکین و سرمایه داران املاک، از قیمت تولید پایین سود می‌برند، ریکاردو اظهار می‌دارد که دستمزدها با رقابت بین کارگران کاهش می‌یابد، و معرفی ماشین‌های جدید می‌تواند منجر به کاهش کلی در رفاه طبقه کارگر شود.